# Coubon
Coubon è un comune francese di 3 163 abitanti situato nel dipartimento dell'Alta Loira della regione dell'Alvernia-Rodano-Alpi. Il centro abitato è attraversato dal 45º parallelo, la linea equidistante fra il Polo Nord e l'equatore.

## Società

### Evoluzione demografica
Abitanti censiti
È gemellato con Quargnento in provincia di Alessandria, Piemonte.